# Oirsbeek

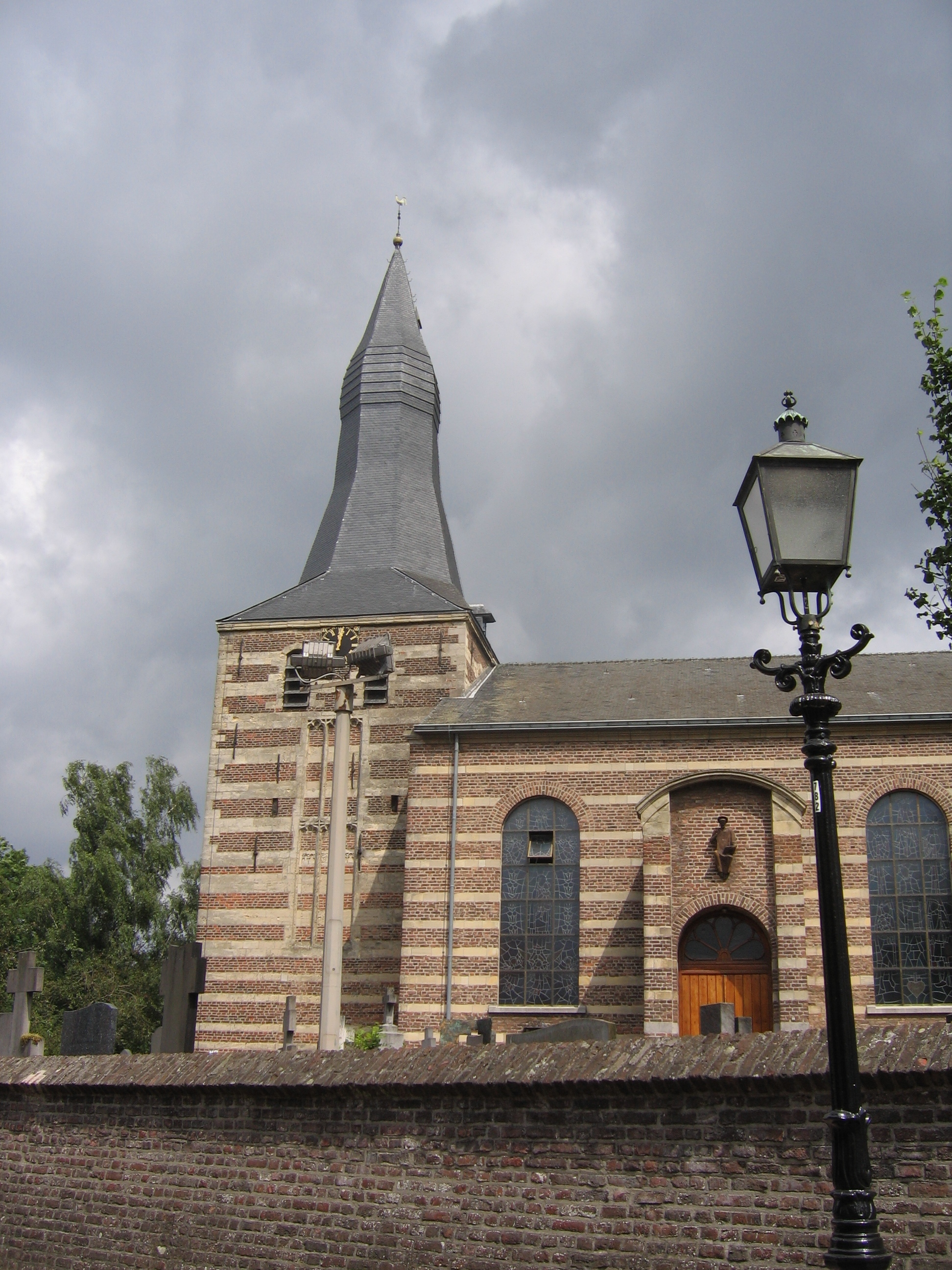
De St.-Lambertuskerk

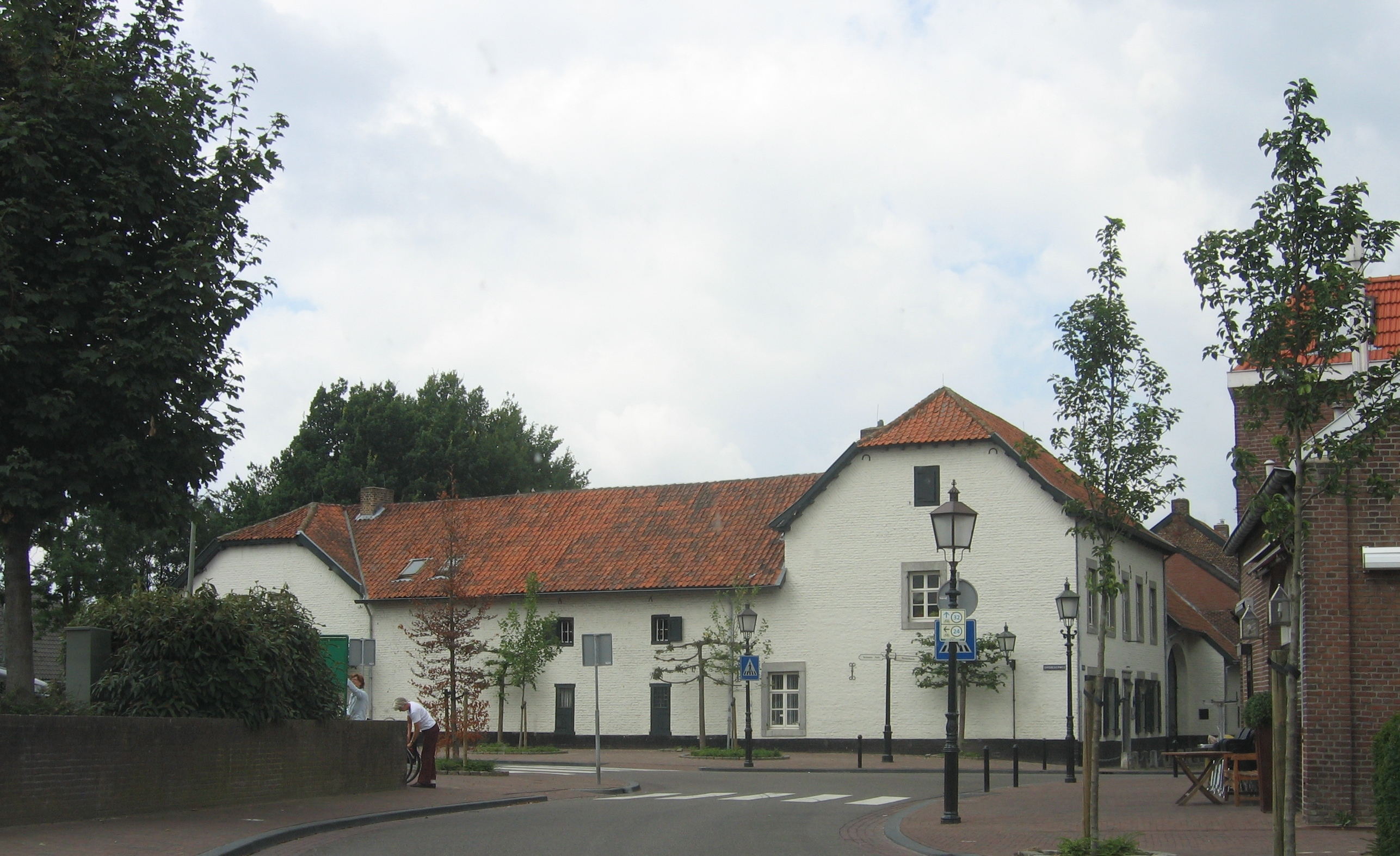
Voormalige schepenbank

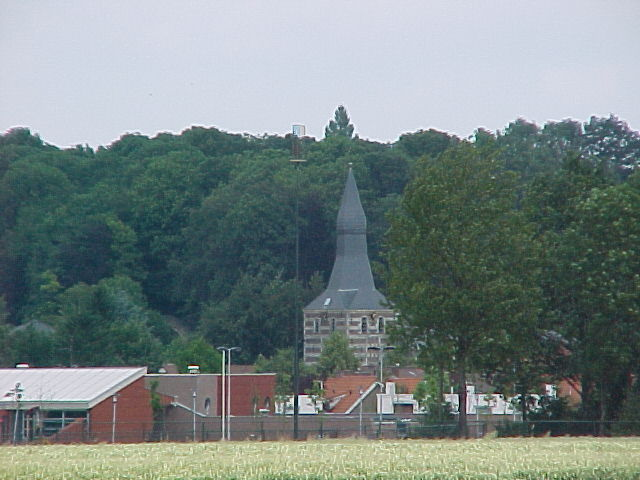
Dorpskern

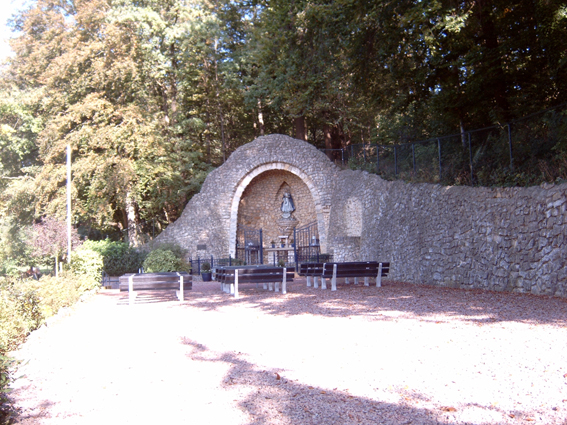
Fatimagrot

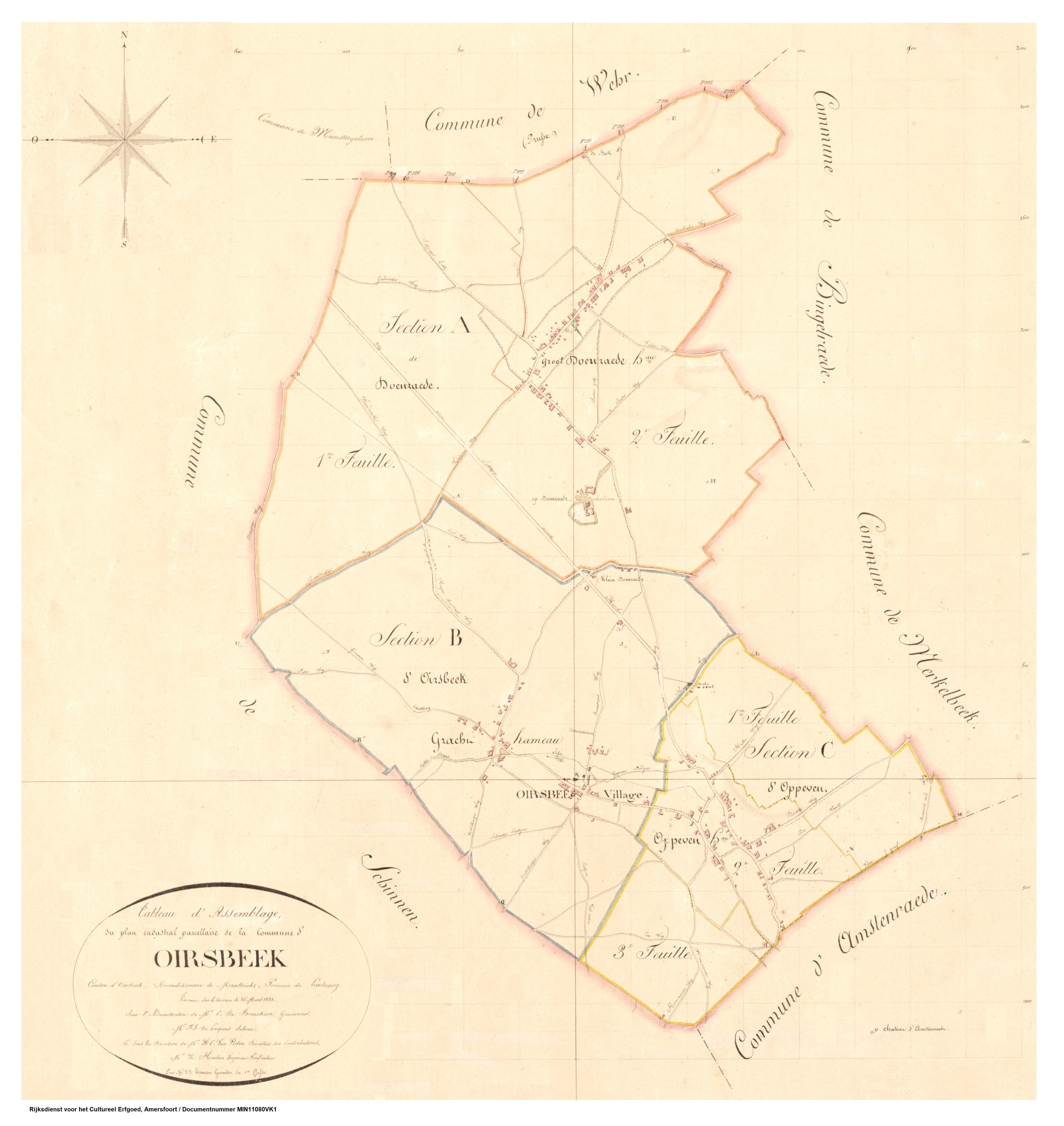
Kadaster kaart gemeente Oirsbeek 1823

Oirsbeek (uitspraak Oorsbeek, Limburgs Oeësjbik) is een kerkdorp in het zuiden van Nederlands-Limburg. Het dorp maakt deel uit van de gemeente Beekdaelen en van 1 januari 1982 tot 31 december 2018 van de gemeente Schinnen. Oirsbeek telt 3.676 inwoners (2023).

## Geografie
Oirsbeek ligt in het oosten van de gemeente Beekdaelen. Het dorp is vastgegroeid aan het aanliggende Amstenrade. Beide plaatsen liggen in het Kakkertdal dat insnijdt in het Plateau van Doenrade. Vooral in het noorden en oosten liggen steile hellingen. Het laagste punt ligt aan de Köllerstraat (80 m boven NAP) en het hoogste punt is de Beukenberg (115 m). Andere heuveltoppen rond Oirsbeek zijn de Bosberg, Duivelsberg, Gallenberg, Hulterberg en Schatsberg.
Nabijgelegen dorpen
|          |            | Doenrade |  |            |
|          |            |          |  |            |
| Puth     | Merkelbeek |          |  |            |
|          |            |          |  |            |
| Schinnen |            |          |  | Amstenrade |

## Etymologie
Waar de naam Oirsbeek vandaan komt, is niet bekend. Het tweede gedeelte slaat in ieder geval op de Oirse Beek of Vloot, die vroeger door het dorp stroomde maar tegenwoordig door een buis onder de Grachtstraat vloeit. Het eerste gedeelte oir slaat mogelijk op het oer, oftewel de ijzerhoudende grond, dat in de omgeving veel voorkomt. De spelling "-oi-" voor de klank "oo" stamt uit het Middelnederlands.

## Geschiedenis
In de middeleeuwen was Oirsbeek slechts een kerspel in het Land van Valkenburg. Er zetelde een lokale schepenbank die rechtsprak over vier kerspels: Oirsbeek, Amstenrade, Bingelrade en Merkelbeek. In 1558 verhief Filips II deze plaatsen tot de "heerlijkheid Oirsbeek", een leen van Valkenburg. Vervolgens verpandde hij de nieuwe heerlijkheid aan ridder Werner Huyn.
In 1609, in het kader van een rechtszaak, compenseerden landvoogden Albrecht en Isabella de toenmalige landsheer, Arnold III Huyn, met de hoge jurisdictie in Oirsbeek. Nu de familie Huyn het leenrecht én de rechtspraak bezat, genoot ze feitelijk de volle eigendom van de heerlijkheid. In 1663 verkreeg Arnold V de goedkeuring om Oirsbeek bij het "graafschap Geleen" te voegen, dat nu hernoemd werd tot "graafschap Geleen en Amstenrade". Oirsbeek bleef een leen van (Spaans-)Valkenburg.
In de Franse tijd werd het graafschap opgeheven. Oirsbeek, Amstenrade, Bingelrade en Merkelbeek werden omgevormd tot zelfstandige gemeenten. De gemeente Oirsbeek omvatte vijf buurtschappen (Oirsbeek, Oppeven, Gracht, Groot-Doenrade, Klein-Doenrade) en telde 900 inwoners. In de 20e eeuw smolten Gracht, Oirsbeek en Oppeven samen en groeiden ze uit tot één dorp. In het kader van de gemeentelijke herindeling werd Oirsbeek per 1 januari 1982 een onderdeel van de gemeente Schinnen. Op 1 januari 2019 is de gemeente Schinnen opgegaan in de fusiegemeente Beekdaelen.
In 2004 was Oirsbeek een tijdje in het nieuws. De groep Nomads, een afdeling van Hells Angels Holland, had in die tijd zijn clubhuis in Oirsbeek. Op 11 februari 2004 werden daar de voorzitter en twee leden vermoord door de andere leden. Hun lijken werden op 13 februari ontdekt in de Geleenbeek in Echt. Ze werden begraven te Oirsbeek; hun begrafenis werd live op televisie uitgezonden.

## Bezienswaardigheden
- In het centrum van Oirsbeek staat de rooms-katholieke St.-Lambertuskerk. De toren stamt uit 1514, het kerkgebouw uit 1953. De muren zijn versierd met speklagen.
- Oirsbeek heeft twee windmolens: de Oude Molen of Molen van Dortants (1802) en de Janssenmolen of Zwarte Molen (1878).
- Tegenover de kerk staat het gebouw waarin, tijdens het ancien régime, de schepenbank haar rechtszittingen hield. Op de voorgevel staat de inscriptie PL 1734 CB, een verwijzing naar Paes Limpens en Catharina Bousten die het pand bouwden in 1734. Verschillende bokkenrijders werden hier berecht. Vanaf 1800 was het gebouw in gebruik als landbouwbedrijf. Van 1977 tot 1988 fungeerde het als gemeentehuis. Sinds 2006 zijn er de Weldadige Stichting Jan de Limpens en de Stichting Jeugd- en Jongerenwerk Oirsbeek gevestigd.
- Aan de binnenzijde van de schepenbank bevindt zich een waterput uit de Romeinse tijd.
- Aan de holle weg Boompjesweg werd in 1946 een Fatimagrot gebouwd. Het was een geschenk van de Oirsbeekse bevolking, uit dankbaarheid dat hun dorp ongeschonden uit de Tweede Wereldoorlog kwam.
- Het bronzen standbeeld Elementen op het marktplein, ontworpen in 1981 door Arthur Spronken, herinnert aan de zelfstandige gemeente Oirsbeek.
- Op 18 oktober 2020 is een bronzen maquette van de oude dorpskern geplaatst op het plein voor de kerk, gemaakt door kunstenaar Pierre Habets uit Schinnen. De maquette is op bouwschaal 1 op 500 gemaakt en voorzien van Braille en een QR-code. Elk huisje heeft daarbij zijn eigen verhaal gekregen.[8]
- Verschillende 18e-eeuwse boerderijen.

## Voorzieningen
In de dorpskern bevinden zich verschillende voorzieningen waaronder een supermarkt, cafés en een sportcomplex. Nabij het sportcomplex ligt het multifunctionele accommodatie De Oirsprong, waarin een brede school, een creatief centrum en een gemeenschapshuis zijn gehuisvest. Van 1933 tot eind jaren zestig had Oirsbeek een betonnen wielerbaan in de buitenlucht. Daar ligt nu een camping.

## Verenigingsleven
Oirsbeek heeft vele verenigingen. Er zijn de sportverenigingen SVO Schinnen voor turnen en judo, de voetbalvereniging Alfa Sport, de Tennisclub Oirsbeek en de handbalvereniging HV Zwart-Wit. Er is een Harmonie St. Gerlachus en een Koninklijke Schutterij St.-Lambertus. Deze schutterij won het Oud Limburgs Schuttersfeest in 1957 en 1974. Verder zijn er specifieke verenigingen voor buurt en jeugd: de Jeugdvereniging Don Bosco (opgericht in 1955) en het Comité Gezamenlijke Buurtverenigingen Oirsbeek (opgericht 1974). Ook wordt er gefietst door de leden van het Cycle Team Oirsbeek, een club van wielerliefhebbers die al sinds 1981 op de Limburgse wegen rondtoeren. Tot slot telt Oirsbeek de Vliegerclub Oirsbeek die vanaf 1979 tot en met 2019 jaarlijkse vliegerfeesten organiseerde.

## Evenementen
- De Harmonie St. Gerlachus organiseert jaarlijks in juli een jaarmarkt in het dorpscentrum.
- Tijdens de pinksterdagen organiseert de handbalvereniging HV Zwart-Wit elk jaar een groot internationaal handbaltoernooi.
- In de maand mei is Oirsbeek het toneel voor het Ralf Roberts Toernooi, een initiatief van de voetbalvereniging ADVEO.
- Sinds 2001 vindt op carnavalszaterdag een buitenzitting plaats, de zgn. Zonger Moere Zitting, opgeluisterd door lokale en provinciale artiesten.
- Het Comité Gezamenlijke Buurtverenigingen Oirsbeek organiseert jaarlijks de proclamatie van het jeugdprinsenpaar, de bijbehorende receptie, een minileedjeskonkoer voor kinderen en een carnavalsoptocht. Tevens organiseert zij de intocht van Sinterklaas.
- Van 1994 tot 2004 werd er jaarlijks geracet met solexen. Omwille van de veiligheid konden de solexraces vanaf 2005 niet langer doorgaan.
- Van 1986 tot 2016 vond ieder jaar op paasmaandag de hardloopwedstrijd Peter Rusmanloop plaats.

## Bekende Oirsbekenaren
- Herman Joseph Beugels (1771-1851),[14] deken te Helmond en benoemd tot ridder van de Nederlandse Leeuw om zijn publicaties
- Jozef Habets (1829-1893), amateur-historicus en archeoloog, rijksarchivaris te Maastricht, voorzitter LGOG
- Herman Joseph Beugels (1771-1851), Nederlands priester en kanunnik van de Abdij van Postel, ontvanger van het ridderkruis van de Nederlandse Leeuw
- J.H.J.E.H.L. "Jan" de Limpens (1839-1886), die zijn vermogen naliet aan de Weldadige Stichting Jan de Limpens
- Dr. ir. Daniel Pieter Ross van Lennep (1888-1949), hoofdbedrijfsingenieur van de Staatsmijnen
- Gerard Fleischeuer (1889-1945), verzetsman
- Hendrik Hermanus Wemmers (1897-1983), minister van Verkeer en Waterstaat in 1951 en 1952
- Peter Rusman (1953-1985), hardloper
- Huub Stevens (1953) woonde enkele jaren in Oirsbeek, toen hij trainer van FC Schalke 04 en Roda JC Kerkrade was